# Ascophyllum
Ascophyllum nodosum é uma alga parda da família Fucaceae, sendo a única espécie no gênero Ascophyllum. É uma macroalga do norte do Oceano Atlântico, encontrada em maior quantidade na costa gelada da Suécia e Noruega. Mas também comum em menor quantidade na costa norte-ocidental da Europa (da Esvalbarda até Portugal) incluindo o oeste da Groelândia e na costa nordeste da América do Norte.
Sua colheita e processamento, tem sido usado na área de nutrição animal e humana para diversos objetivos com destaque devido ao seu principal componente ativo, o FUCOIDAN, que dentre várias funções benéficas, interfere de forma benéfica e ampla nos fatores de transcrição nuclear,, modificando a expressão gênica favoravelmente.

## Distribuição
É encontrada na Europa nas Ilhas Feroe, na Noruega, na Irlanda, na Grã-Bretanha na Ilha de Man, na Holanda, na América do Norte na Baía de Fundy, na Nova Escócia, na Ilha de Baffin, no Estreito de Hudson, em Labrador e em Terra Nova.